# 127660 Mauroianeselli
127660 Mauroianeselli è un asteroide della fascia principale. Scoperto nel 2003, presenta un'orbita caratterizzata da un semiasse maggiore pari a 2,386550 UA e da un'eccentricità di 0,172005, inclinata di 0,683789° rispetto all'eclittica.